# 青龙镇 (渠县)
青龙镇，原为青龙乡，是中华人民共和国四川省达州市渠县下辖的一个乡镇级行政单位。2019年12月，撤销屏西乡，将原屏西乡人和村、汤家村所属行政区域划归青龙镇管辖。青龙镇山坪村、寿桥村、烟灯村以及李馥镇红寺村、高寺村、真武村所属行政区域划归渠北镇管辖。

## 行政区划
青龙镇下辖以下地区：
青龙社区、乐寨村、双河村、石河村、三堰村、瓮中村、曙光村、烟灯村、寿桥村、山坪村、铜鼓村和双凤村。
2019年12月调整后，青龙镇辖人和村、汤家村和青龙社区、乐寨村、双河村、石河村、三堰村、瓮中村、曙光村、铜鼓村、双凤村。